# Пинлу (Юньчэн)
Пинлу́ (кит. упр. 平陆, пиньинь Pínglù) — уезд городского округа Юньчэн провинции Шаньси (КНР).

## История
При империи Западная Хань был образован уезд Даян (大阳县). При узурпаторе Ван Мане он был переименован в Лэтянь (勤田县), но при империи Восточная Хань уезду было возвращено прежнее название. При империи Северная Чжоу в 567 году он был переименован в Хэбэй (河北县).
При империи Тан в 742 году тайшоу округа Шэнь (陕郡太守) Ли Циу (李齐物), обнаружил в этих местах под скалой древнюю алебарду, на лезвии которой были выгравированы иероглифы «Пинлу». В честь этого события уезд был переименован в Пинлу.
В 1949 году был создан Специальный район Юньчэн (运城专区), и уезд вошёл в его состав. В 1954 году Специальный район Линьфэнь был объединён со Специальным районом Юньчэн (运城专区) в Специальный район Цзиньнань (晋南专区). В 1970 году Специальный район Цзиньнань был расформирован, а вместо него образованы Округ Линьфэнь (临汾地区) и Округ Юньчэн (运城地区); уезд вошёл в состав округа Юньчэн. В 2000 году постановлением Госсовета КНР округ Юньчэн был преобразован в городской округ Юньчэн.

## Административное деление
Уезд делится на 6 посёлков и 4 волости.